# Víctor Manuel Román y Reyes
Víctor Manuel Román y Reyes (Jinotepe, Nicaragua; 13 de octubre de 1872 - Filadelfia, Estados Unidos; 6 de mayo de 1950) fue un político y estadista nicaragüense que ejerció como Presidente de Nicaragua entre el 15 de agosto de 1947 y el 6 de mayo de 1950 cuando falleció de causas naturales. 
Era tío de Anastasio Somoza García, quien le llamaba familiarmente "Tío Víctor" o "TV". Perteneció al oficialista Partido Liberal Nacionalista de la Familia Somoza.

## Ascenso a la presidencia
El 15 de agosto de 1947 fue designado por la Asamblea Nacional Constituyente para ocupar la Presidencia de la República en sucesión de Benjamín Lacayo Sacasa, cargo que ejerció hasta su fallecimiento el 6 de mayo de 1950, en Filadelfia, Estados Unidos, a donde había ido por tratamiento para el corazón. 